# 哥伦比亚共产党（马列）
哥伦比亚共产党（马列）（西班牙語：Partido Comunista de Colombia (Marxista-leninista)），简称哥共（马列）（PC de C (M-L)），是哥伦比亚的一个共产主义政党。1963年，哥伦比亚共产党因路线斗争而发生分裂，以彼德罗·瓦斯盖斯为首的一派于1964年3月建立哥伦比亚共产党（马列），准备进行武装斗争，但由于受“游击中心主义”等思潮的严重影响，内部斗争激烈，后来再次分裂。1967年12月，该党创建游击队人民解放军。1990年，哥共（马列）和人民解放军遭受重大挫折，大部分干部向哥伦比亚当局投降，其中一些人组建政党希望、和平与自由。